# 1966년 FIFA 월드컵 예선
1966년 FIFA 월드컵 예선에는 총 74개국이 참가를 신청하였는데, 16장의 본선 진출권 가운데 잉글랜드가 개최국 자격으로 자동 진출하게 되었고, 브라질이 지난 대회 우승 팀 자격으로 자동 진출하여, 14장의 진출권을 놓고 예선을 치렀다.
1966년 FIFA 월드컵에 출전하게 될 14개의 티켓은 배분은 아래와 같이 이루어졌다.
- 유럽 (UEFA) : 10장 (32개 팀), 9장 (본선 직행) + 1장 (개최국 잉글랜드)
- 남아메리카 (CONMEBOL) : 4장 (9개 팀), 3장 (본선 직행) + 1장 (전년도 우승 팀 브라질)
- 북아메리카 (CONCACAF) : 1장 (10개 팀)
- 아시아·오세아니아 (AFC·OFC) : 0.25장 (3개 팀, 아프리카와의 대륙간 플레이오프를 통해 결정함)
- 아프리카 (CAF) : 0.75장 (15개 팀, 아시아·오세아니아와의 대륙간 플레이오프를 통해 결정함)

## 지역 예선

#### 유럽 (UEFA)
- 유럽 (UEFA)

1조 - 불가리아 본선 진출.
2조 - 서독 본선 진출.
3조 - 프랑스 본선 진출.
4조 - 포르투갈 본선 진출.
5조 - 스위스 본선 진출.
6조 - 헝가리 본선 진출.
7조 - 소련 본선 진출.
8조 - 이탈리아 본선진출.
9조 - 시리아 기권. 스페인 본선 진출.

#### 남미 (CONMEBOL)
- 남미 (CONMEBOL)

1조 - 우루과이 본선 진출.
2조 - 칠레 본선 진출.
3조 - 아르헨티나 본선 진출.

#### 북중미 (CONCACAF)
- 북중미카리브 (CONCACAF)

과테말라는 FIFA로부터 출전을 거절당함.
1차 예선
1조 - 멕시코 최종 예선 진출.
2조 - 자메이카 최종 예선 진출.
3조 - 코스타리카 최종 예선 진출.
최종 예선
멕시코 본선 진출.

#### 아프리카·아시아·오세아니아 (CAF·AFC·OFC)
- 아프리카·아시아·오세아니아 (CAF·AFC·OFC)

콩고 공화국, 필리핀은 FIFA로부터 참가를 거절당했으며, 남아프리카공화국은 아파르트헤이트 정책으로 인해 FIFA로부터 실격당했다. 대한민국의 기권으로 조선민주주의인민공화국과 오스트레일리아의 두 팀만 참여하게 되었다.
아프리카 1차 예선
1조 - 가나와 기니 기권.
2조 - 수단과 카메룬 기권.
3조 - 튀니지, 알제리, 라이베리아 기권.
4조 - 모로코, 세네갈, 말리 기권.
5조 - 에티오피아, 가봉 기권.
6조 - 이집트, 리비아, 나이지리아 기권.
아프리카 2차 예선
1조 승자 - 5조 승자
2조 승자 - 4조 승자
3조 승자 - 6조 승자
아프리카 지역 예선 참가를 신청하였던 국가들이 1차 예선에서 모두 기권을 하여 열리지 않았다.
아시아·오세아니아 (AFC·OFC) 1차 예선
조선민주주의인민공화국이 대륙간 플레이오프에 진출. 아프리카 국가들이 모두 기권함에 따라 조선민주주의인민공화국이 자동으로 본선 진출.

## 본선 진출국
|  | 본선 진출                 |
|  | 탈락 (기권과 실격을 포함) |
|  | 불참                      |
|  | FIFA 비회원               |

| 팀                     | 참가 자격                                 | 본선 진출 확정일 | 통산 출전 횟수 | 마지막 진출 | 연속 진출 횟수 | 역대 최고 성적                           |
| ---------------------- | ----------------------------------------- | ---------------- | -------------- | ----------- | -------------- | ---------------------------------------- |
| 잉글랜드(H)            | 개최국                                    | 1960년 8월 22일  | 5              | 1962        | 5              | 8강 (1954, 1962)                         |
| 브라질(C)              | 1962년 FIFA 월드컵 우승                   | 1962년 6월 17일  | 8              | 1962        | 8              | 우승 (1958, 1962)                        |
| 멕시코                 | 북중미 최종 예선 1위                      | 1965년 5월 16일  | 6              | 1962        | 5              | 조별 리그 (1930, 1950, 1954, 1958, 1962) |
| 우루과이               | 남미 예선 1조 1위                         | 1965년 6월 13일  | 5              | 1962        | 2              | 우승 (1930, 1950)                        |
| 아르헨티나             | 남미 예선 3조 1위                         | 1965년 8월 22일  | 5              | 1962        | 3              | 준우승 (1930)                            |
| 헝가리                 | 유럽 예선 6조 1위                         | 1965년 10월 9일  | 6              | 1962        | 4              | 준우승 (1938, 1954)                      |
| 칠레                   | 남미 예선 2조 1위                         | 1965년 10월 12일 | 4              | 1962        | 2              | 3위 (1962)                               |
| 소련                   | 유럽 예선 7조 1위                         | 1965년 10월 17일 | 3              | 1962        | 3              | 8강 (1958, 1962)                         |
| 포르투갈               | 유럽 예선 4조 1위                         | 1965년 10월 31일 | 1              | 첫 출전     | 1              | 첫 출전                                  |
| 프랑스                 | 유럽 예선 3조 1위                         | 1965년 11월 6일  | 6              | 1958        | 1              | 3위 (1958)                               |
| 스페인                 | 유럽 예선 9조 1위                         | 1965년 11월 10일 | 4              | 1962        | 2              | 4위 (1950)                               |
| 서독                   | 유럽 예선 2조 1위                         | 1965년 11월 14일 | 6              | 1962        | 4              | 우승 (1954)                              |
| 조선민주주의인민공화국 | 아프리카·아시아·오세아니아 최종 예선 승자 | 1965년 11월 24일 | 1              | 첫 출전     | 1              | 첫 출전                                  |
| 스위스                 | 유럽 예선 5조 1위                         | 1965년 11월 24일 | 6              | 1962        | 2              | 8강 (1934, 1938, 1954)                   |
| 이탈리아               | 유럽 예선 8조 1위                         | 1965년 12월 7일  | 6              | 1962        | 2              | 우승 (1934, 1938)                        |
| 불가리아               | 유럽 예선 1조 1위                         | 1965년 12월 29일 | 2              | 1962        | 2              | 조별 리그 (1962)                         |

- (H) - 개최국으로서 자동 진출

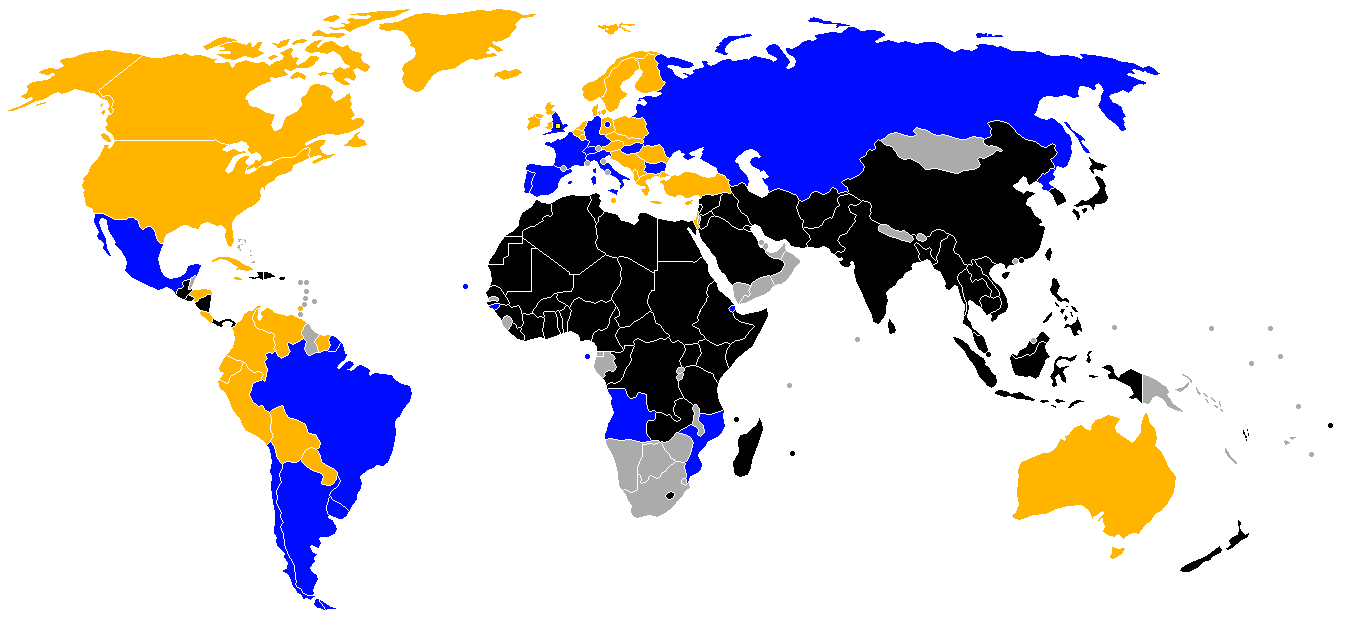
1966년 FIFA 월드컵 예선

- (C) - 1962년 FIFA 월드컵 우승 팀으로서 자동 진출